# Vitalij Lazarevič Ginzburg
Vitalij Lazarevič Ginzburg (Moskva, 4. listopada 1916. – Moskva, 8. studenog 2009.), ruski teorijski fizičar i astrofizičar. Diplomirao (1938.) i doktorirao (1942.) na Moskovskom državnom sveučilištu. Radio u Lebedevljevu institutu za fiziku Akademije znanosti SSSR-a. Bio je član (od 1966.) Akademije znanosti SSSR-a (danas Ruska akademija znanosti). Potkraj 1940-ih radio je na izgradnji termonuklearne bombe. Poslije se bavio radio astronomijom, istraživao podrijetlo kozmičkih zračenja i teorijom tamne tvari. Razvio je teoriju po kojoj je kozmičko zračenje nastalo u međuzvjezdanom prostoru posljedica ubrzavanja elektrona u magnetskom polju (sinkrotronsko zračenje). Bavio se istraživanjem supravodljivosti i svojstava supravodiča. Za prinos razvoju teorije supravodiča i suprafluida (supratekućina) s A. A. Abrikosovom i A. J. Leggettom 2003. dobio Nobelovu nagradu za fiziku.

## Supravodljivost
Supravodljivost je stanje pojedinih tvari koje se na niskim temperaturama očituje u nestanku njihova električnoga otpora, prolasku električne struje kroz tanku izolatorsku barijeru unutar njih bez električnoga otpora (Josephsonov učinak - Brian Josephson) i lebdenju magneta iznad njihove površine (Meissnerov učinak - Walther Meissner). Supravodǉivost je kvantnomehanička pojava i ne može se objasniti klasičnom fizikom. Tipično nastaje u nekim materijalima na jako niskim temperaturama (nižim od -200 °C).

### Supratekućina
Supratekućina ili suprafluidnost je naziv za agregatno stanje koje nastaje u nekim ukapljenim plinovima na vrlo niskim temperaturama (2,17 K za helijev izotop 4He), a svojstveni su mu nestanak viskoznosti i beskonačno velika toplinska vodljivost. Pored toga približavanjem temperaturi prijelaza (takozvana lambda točka) specifični toplinski kapacitet također teži k beskonačno velikoj vrijednosti.